# Maróthy Ilona
Maróthy Ilona (Maróthy-Soltész Ilona; Elena Maróthy-Šoltésová; Elena Šoltésová) (Korpona, 1855. január 6. – Turócszentmárton, 1939. február 11.) író, újságíró, nőjogi aktivista, szerkesztő és publicista.

## Életpályája
Maróthy Dániel (1825–1878) evangélikus lelkész, író és Hudecová Karolina (1834–1857) gyermekeként született. Három testvére volt: Bohuslav (1856–1857), apja második házasságából, Ľudovít (1863–1899) evangélikus pap és író, valamint Izabela Sláviková (1865–1941).
Elemi iskolai tanulmányait Nagylibercsében végezte. 1865–1866 között a nagykárolyi (ma Poprád városrésze) német iskolába járt. 1866–1867 között a losonci német leánynevelő intézetben érettségizett. Ľudovít Michal Šoltés kereskedővel (1838–1915) kötött házassága után Turócszentmártonba költözött, ahol közéleti tevékenységet folytatott. Tagja volt a Živena Egyesületnek, 1894–1927 között annak elnöke volt, és részt vett a Živena Almanach és a Živena Évkönyv kiadásában. 1910-ben közreműködött a Lipa részvénytársaság megalapításában, amely munkát adott a szlovák népi hímzőnőknek és eladta termékeiket. A Živena egyesület az ő vezetésével több családi iskolát és tanfolyamot alapított lányok számára.
Életének nehéz időszakai ellenére (túlélte mindkét gyermekét, Elenát 1876–1884 és Ivan Dánielt 1878–1911), képes volt kiterjedt szerkesztői munkát végezni, különösen a nőkkel kapcsolatban. Sokoldalú tevékenységének köszönhetően számos területen úttörő volt, és a szlovákiai nőmozgalom elismert vezetőjévé vált.
A turócszentmártoni nemzeti temetőben temették el.

## Művei
Irodalmi munkásságában igyekezett a valóságot reálisan ábrázolni. Művészi-dokumentarista és fikciós prózát írt romantikus elemekkel. Jelentősek azonban irodalomkritikai reflexiói is, amelyeket halála után Pohľady na literatury (Nézetek az irodalomról) címmel együttesen adtak ki.

### Próza
- Na dedine (1881)
- Prípravy na svadbu (1882)
- Umierajuce dieťa (1885)
- V černickej škole (1891)
- Proti prúdu (1894)
- Prvé previnenie (1896)
- Popelka (1898)
- Za letného večera (1902)
- Sobrané spisy Eleny Maróthy Šoltésovej 1–6 (1921–1925)

### Szakirodalom
- Sedemdesiat rokov života (1925)